# Planctoteuthis levimana
Planctoteuthis levimana är en bläckfiskart som först beskrevs av Einar Lönnberg 1896.  Planctoteuthis levimana ingår i släktet Planctoteuthis och familjen Chiroteuthidae. Inga underarter finns listade i Catalogue of Life.